# Castillo de la Bella Durmiente
El Castillo de la Bella Durmiente es un famoso castillo que se encuentra en Disneyland Anaheim, en Disneyland París y, antes de 2018, en Disneyland Hong Kong. El modelo para este castillo proviene del castillo de Neuschwanstein, en Baviera, Alemania.

## Castillo en Disneyland (Anaheim)
Inaugurado a la vez que el parque, el 17 de julio de 1955, el castillo es el más antiguo de todos los castillos de Disney. A pesar de que alcanza una altura de sólo 23 metros, fue diseñado para parecer más alto a través de un proceso conocido como perspectiva forzadaː de este modo, algunos elementos de diseño son más grandes en la base y más pequeños en las torres. El castillo contaba inicialmente con un nivel superior vacío que nunca fue pensado para albergar una atracción, pero Walt Disney no estaba satisfecho con lo que él consideraba como espacio perdido y retó a sus ingenieros para encontrar algún uso para dicha parte. A partir del 29 de abril de 1957, los visitantes pudieron pasear por el castillo y ver varios dioramas que representan la historia de la Bella Durmiente.
Los dioramas originales fueron diseñados al estilo de Eyvind Earle, diseñador de producción de Disney de la película de 1959 La bella durmiente, y luego fueron reformados en 1977 para asemejarse a los escaparates de Main Street, EE. UU.. El tour se cerró por razones no especificadas en octubre de 2001. La creencia popular afirma que los ataques del 11 de septiembre y el peligro potencial que siguió fueron un factor determinante en el cierre. El 17 de julio de 2008, Disney anunció que el tour del Castillo de la Bella Durmiente reabriría en el estilo de las maquetas originales Earle, mejorado con nuevas tecnologías no disponibles en 1957. El tour se reabrió el 27 de noviembre de 2008 a las 17:00, formándose largas colas. A diferencia de las versiones anteriores, los visitantes que no pueden subir escaleras o cruzar por los pasillos del castillo todavía pueden experimentar el tour "virtualmente" en una sala especial en la planta baja del castillo. Esta habitación está magníficamente ambientada. Esta misma recreación virtual se incluye en la edición platino del DVD de la Bella Durmiente, editado con motivo de su cincuentenario.
Es un mito común el decir que el escudo de armas de la familia Disney cuelga sobre la entrada del castillo. El escudo de armas de la familia Disney se compone de tres flores de lis, mientras que el escudo de armas en el castillo está formado por tres leones. Los orígenes y el significado del escudo de armas del Castillo de la Bella Durmiente se desconocen en este momento. Se sabe que el escudo no estaba originalmente en el castillo, pero fue colocado allí en algún momento entre junio y julio de 1965.

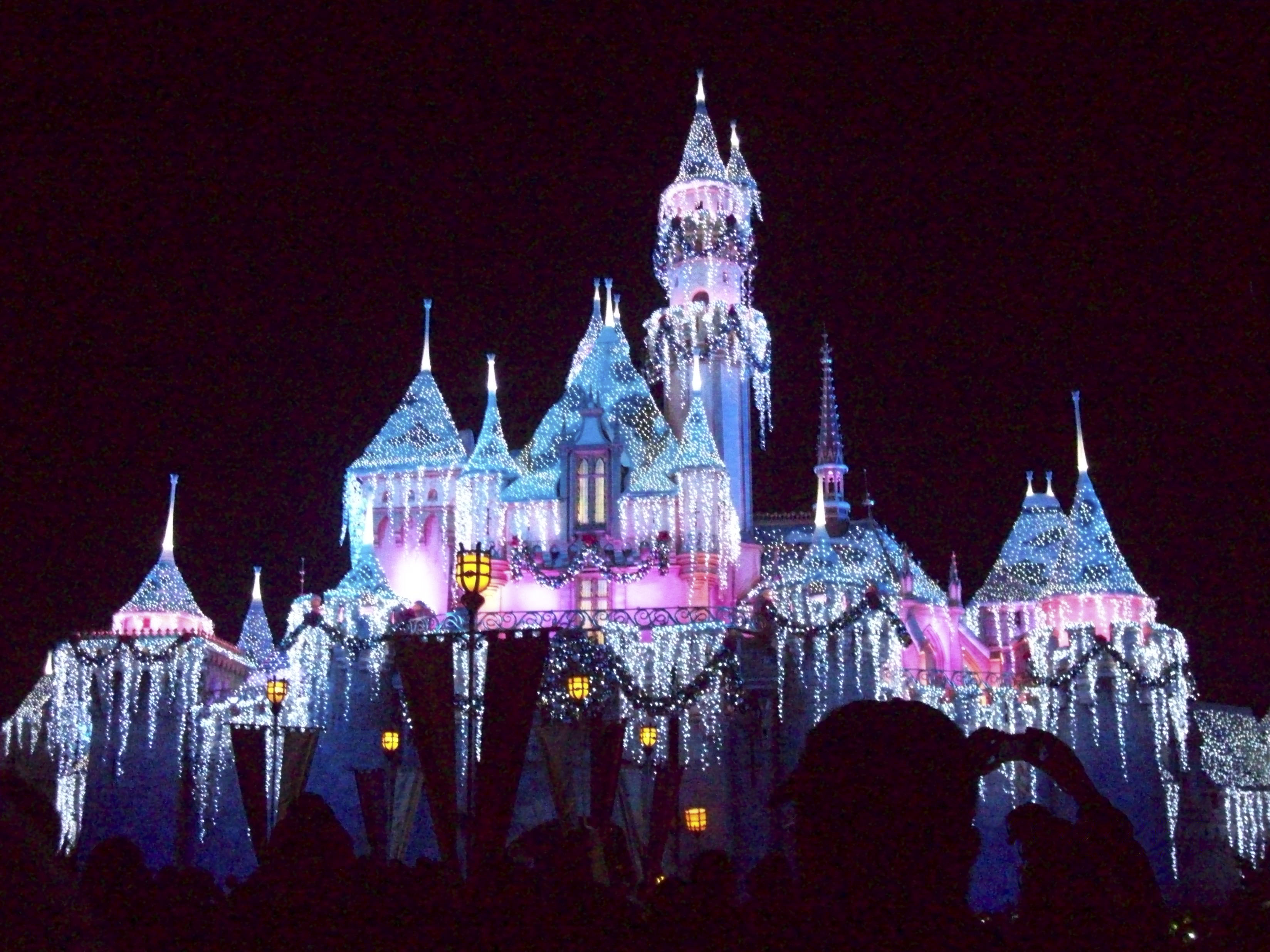
Castillo decorado en Navidad

## Durante la celebración de los 50 años de Disneyland
En la celebración de los 50 años de Disneyland, el castillo fue repintado y cinco torres fueron decoradas con coronas estilizadas, representando cada una década en la historia del parque:
- La creación de Disneyland está representada por un par de las famosas "orejas" asomando en el horizonte para ver las maravillas por venir.
- "A World on the Move", también conocido como el "New Tomorrowland", de 1967, está representado por cohetes y acentuado por los planetas opalescente.
- El Hada Azul de Pinocho representa el debut de la Main Street Electrical Parade.
- Indiana Jones Adventure está representado por el mal de ojo de Mara, custodiado por serpientes.
- El cincuentenario de Disneyland está representado por los fuegos artificiales y Campanilla.

## Castillo en Disneyland París
El castillo también cuenta con la Galerie de la Belle au Bois Dormant, una galería que alberga ilustraciones de la historia de la película de 1959 La bella durmiente y que se distribuyen en tapices, en cristales de ventanas y en figuras. La Boutique du Château es una tienda que vende artículos de Navidad y Merlin l'Enchanteur es una tienda especializada en figuras hechas a mano.

### Historia
Dado que es en Europa donde se encuentran los castillos que inspiraron las estructuras de los tres primeros parques Disney, desde Imagineering dieron muchas vueltas al tipo de edificio que se situaría en el eje de su primer parque temático europeo. Finalmente, se decantaron por inspirarse en el Libro de Horas de Las muy ricas horas del Duque de Berry y el monasterio de Mont Saint Michel en Normandía. Dado que Charles Perrault no había detallado en 1697 cómo era su castillo de cuento de hadas, el equipo de Imagineering podía tomarse numerosas libertades en cuanto a su apariencia física. Otra fuente de inspiración fue la propia película de 1959 La Bella Durmiente, de Walt Disney Pictures, pues sirvió de modelo, entre otras cosas, para Le Château de la plaza que rodea los árboles. Por su parte, la realización de las vidrieras en Londres fue supervisada por Peter Chapman, que había trabajado en la restauración de Notre Dame de París.
Durante la celebración del primer aniversario, en 1993, el castillo fue vestido como una tarta con fresas, hielo y velas. Esta superposición se retiró después de que la celebración terminase. La tarta de superposición más tarde fue copiada por Walt Disney World para el Castillo de la Cenicienta, cuando se celebró en 1996 su 25 ° aniversario. Esta superposición de la tarta era diferente de la superposición de Disney París, pero en el fondo se trata del mismo concepto. La tarta de superposición para el Castillo de Cenicienta fue retirada en enero de 1998.
En 1997, con motivo del quinto aniversario de Disneyland Paris, el castillo de la Bella Durmiente se vistió con máscaras de carnaval, gorros de bufón, adornos y campanas, para promocionar la película de dibujos animados El Jorobado de Notre Dame. Esta superposición se prolongó hasta principios de 1998.
En 2002 se celebró el décimo aniversario de Disneyland París. Para dicha celebración, la superposición fue bastante básica en comparación con los anteriores. La parte delantera del castillo se equipó con un desplazamiento de oro que mostraba un gran número 10. Además, vieron la celebración de la apertura de Walt Disney Studios al lado. El libro, y otros materiales del décimo aniversario del parque se retiraron en 2003.
Una nueva superposición del castillo tuvo lugar a comienzos de 2007, para celebrar el décimo quinto aniversario del parque. En las torres y torretas había personajes de Disney de oro, cada uno con una vela, y Campanilla estaba en lo más alto de la aguja. Las velas eran iluminadas cada noche durante la Candlebration, una ceremonia especial que tenía lugar en un escenario planteado en la plaza central, en la parte frontal del castillo. Una enorme placa de oro de iluminación con un gran «15» se colgó en la parte frontal del castillo. Esta idea se basaba en lo que se había hecho en 2002, con ocasión del décimo aniversario. La ceremonia de la Candlebration siguió dos años más, aunque en una forma ligeramente abreviada, pero se terminó en marzo de 2009.

## Castillo de Disneyland en Hong Kong

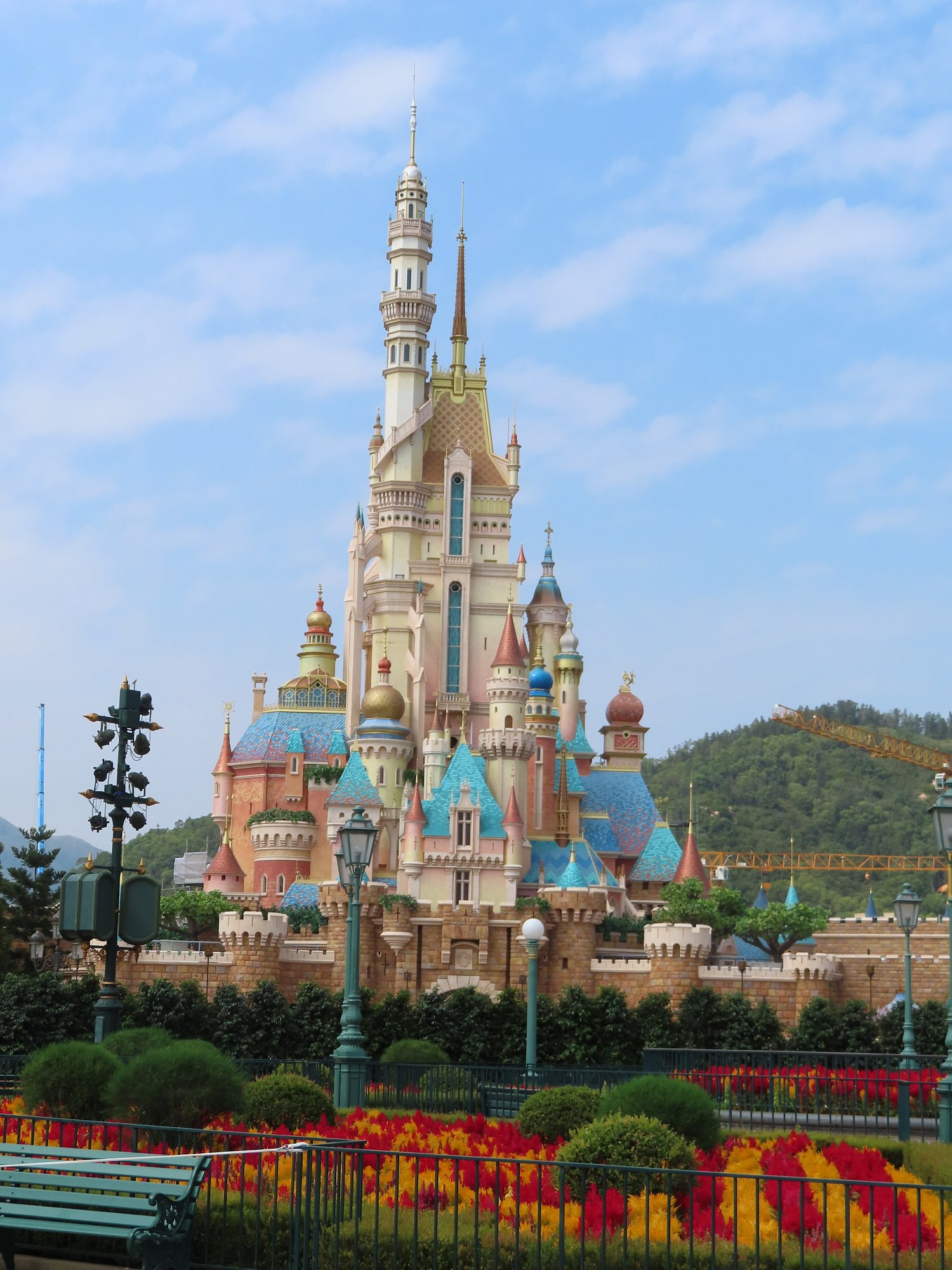
Castillo de la bella durmiente en Hong Kong en 2020.

El Castillo de la Bella Durmiente de Hong Kong era una copia casi idéntica del original en California. Sin embargo, los dos castillos se diferenciaron a través de detalles muy sutiles: el de Hong Kong utilizaba un esquema de color diferente, en comparación con el de Disneyland, con colores blancos y rosas más naturales para los acentos y la cornisa. También tenía menos árboles alrededor de su castillo, lo que permitía una vista más abierta, para acompañar el espectáculo nocturno de fuegos artificiales.
El castillo cerró el 1 de enero de 2018 para ser rediseñado antes de la celebración del décimo quinto aniversario del parque. Este rediseño está destinado a rendir homenaje a 14 princesas y heroínas de Disney. Ha sido renombrado Castillo de los Sueños Mágicos.

## Uso como logotipo
Como el Castillo de la Bella Durmiente es un icono de Disney, se utilizó en la apertura de la serie de televisión de antología de Walt Disney, desde el comienzo del programa en 1954 hasta finales de los años 70, cuando fue reemplazado por el Castillo de la Cenicienta en el año 2006.
También fue el logotipo de Walt Disney Pictures, Walt Disney Television, Buena Vista International, Disney Music Group , Walt Disney Studios Motion Pictures y Disney Television Animation desde 1985 hasta 2006, Sin embargo, Disney Television Animation conservo el logo de 1985 hasta el 2013 remplazando lo por Mickey Mouse. Sin embargo, el logo de 1985 hizo su última aparición en el año 2016 tras el último episodio de La casa de Mickey Mouse. A partir de Pirates of the Caribbean: Dead Man's Chest, de 2006, el logotipo pasó a estar en tres dimensiones y a incluir elementos tanto del Castillo de la Bella Durmiente, como del de la Cenicienta. En la película Tron: Legacy del 2010 el castillo de la Bella Durmiente se usó a un aspecto tecnológico basado en la película, que es el castillo de la Bella Durmiente en la red informática. En la película Maleficent del 2014, el castillo se intercambió por el castillo del rey Estéfano y en la película Beauty and the Beast del 2017, también se intercambio por el castillo del príncipe Adam. A partir de El Libro de la Selva del 2016, aparece el mismo logotipo pero ahora en un aspecto animado. En la película Los Increíbles 2 de Pixar, del 2018, aparece el mismo logotipo al igual de El Libro de la Selva, pero relacionado al tema de la película, en un ambiente de superhéroes.
En 2022, en el estreno de la película Strange World su logotipo cambió a una nueva animación que ese logotipo se utiliza actualmente.
Igualmente, fue muy destacado su utilización durante el estreno de la película de Toy Story de Pixar en 1995: se usó el mismo castillo de la Bella Durmiente pero con el estilo de animación de Pixar. Tras el estreno de Toy Story en 1995 Pixar lo estuvo utilizando hasta el estreno de Ratatouille en 2007.